# Näsby kyrka, Västmanland
Näsby kyrka är en kyrkobyggnad i Frövi i Västerås stift. Den är församlingskyrka i Näsby församling. Vid kyrkan finns en minnessten rest till minne av de församlingsmedlemmar som dog i Estoniakatastrofen. Den bekostades av Näsby församling och restes av de anhöriga.

## Kyrkobyggnaden
Den förste namngivne kyrkoherden Peder omnämns 1496. I mitten av 1600-talet fick församlingen en altartavla av Magnus Gabriel De la Gardie. 1688 försågs kyrkan med ett nytt torn, och 1693 byggdes orgelläkaren. Den nuvarande kyrkan byggdes 1858–1860 enligt Carl Lundmarks ritningar, men har kvar korsarmarna från den gamla kyrkan. Dessa byggdes på 1790-talet när kyrkan renoverades och byggdes ut mellan 1790 och 1794. Lillklockan göts om 1896 och anses ha anor från 1200-talet. I kyrkan finns ett antal fönster målade av Einar Forseth 1919, vilka skänktes till kyrkan i samband med att godsägaren Viktor Hübinette på närbelägna Hinsebergs gods fyllde 50 år.

## Orgel
- 1773 hade kyrkan ett uråldrigt positiv med 4 stämmor.[1]
- 1853: Ett mindre orgelverk som ställdes upp i kyrkan tillverkad 1852 av Anders Schöllin, Näsby socken.[2] Orgeln renoverades både 1915 och 1946 och har nu 15 stämmor.
- 1887: Ett nytt orgelverk byggt av E. A. Setterquist & Son, Örebro, med 9 stämmor, avprovades av musikdirektörerna Karl Johan Leverth i Örebro och Ferdinand Elgstrand i Fellingsbro.[3] Orgeln invigdes söndagen 24 juli 1887 av kyrkoherden Johan Emil Janson (f. 1839).[4]

## Galleri

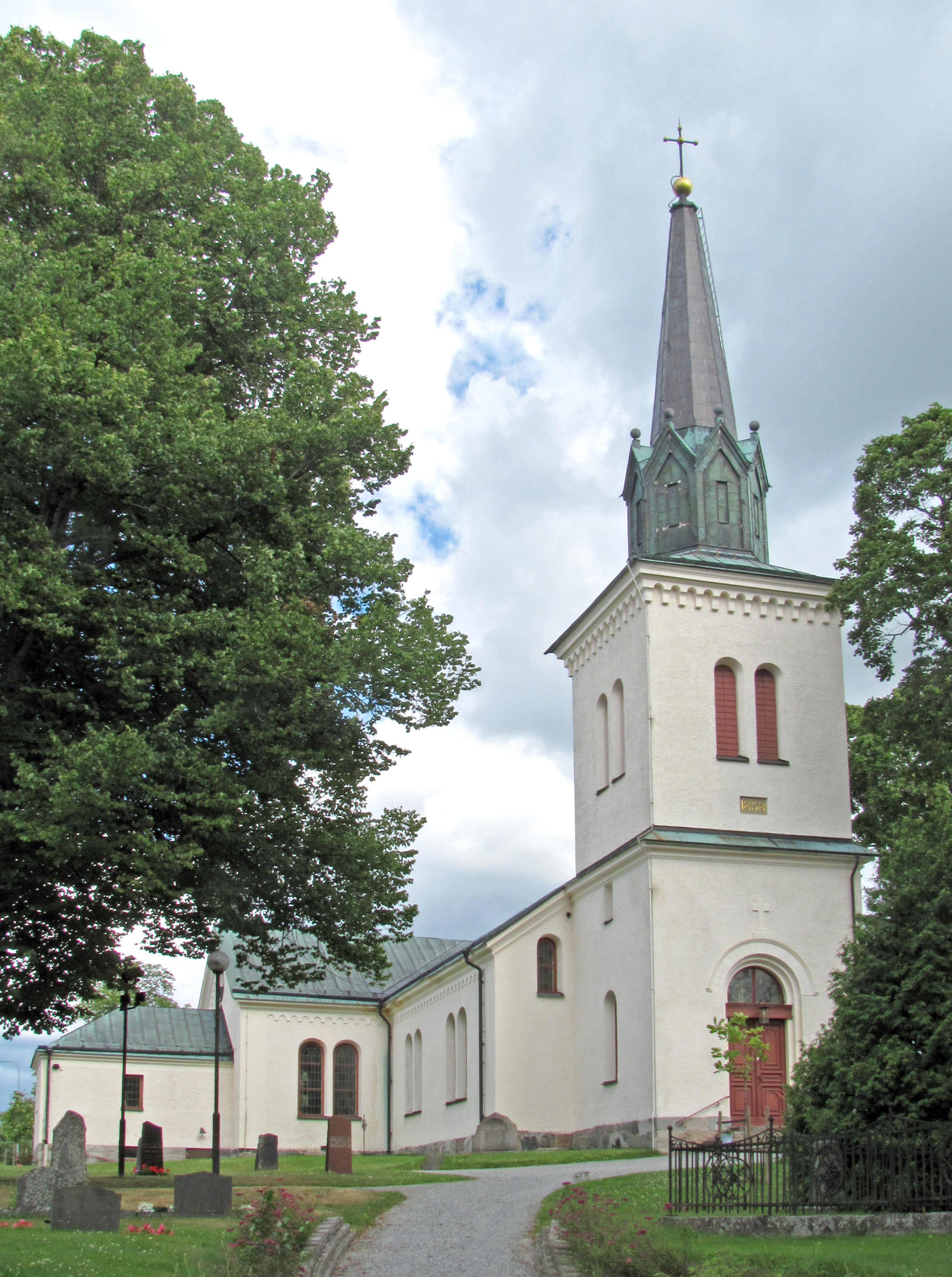
Näsby kyrka från väster
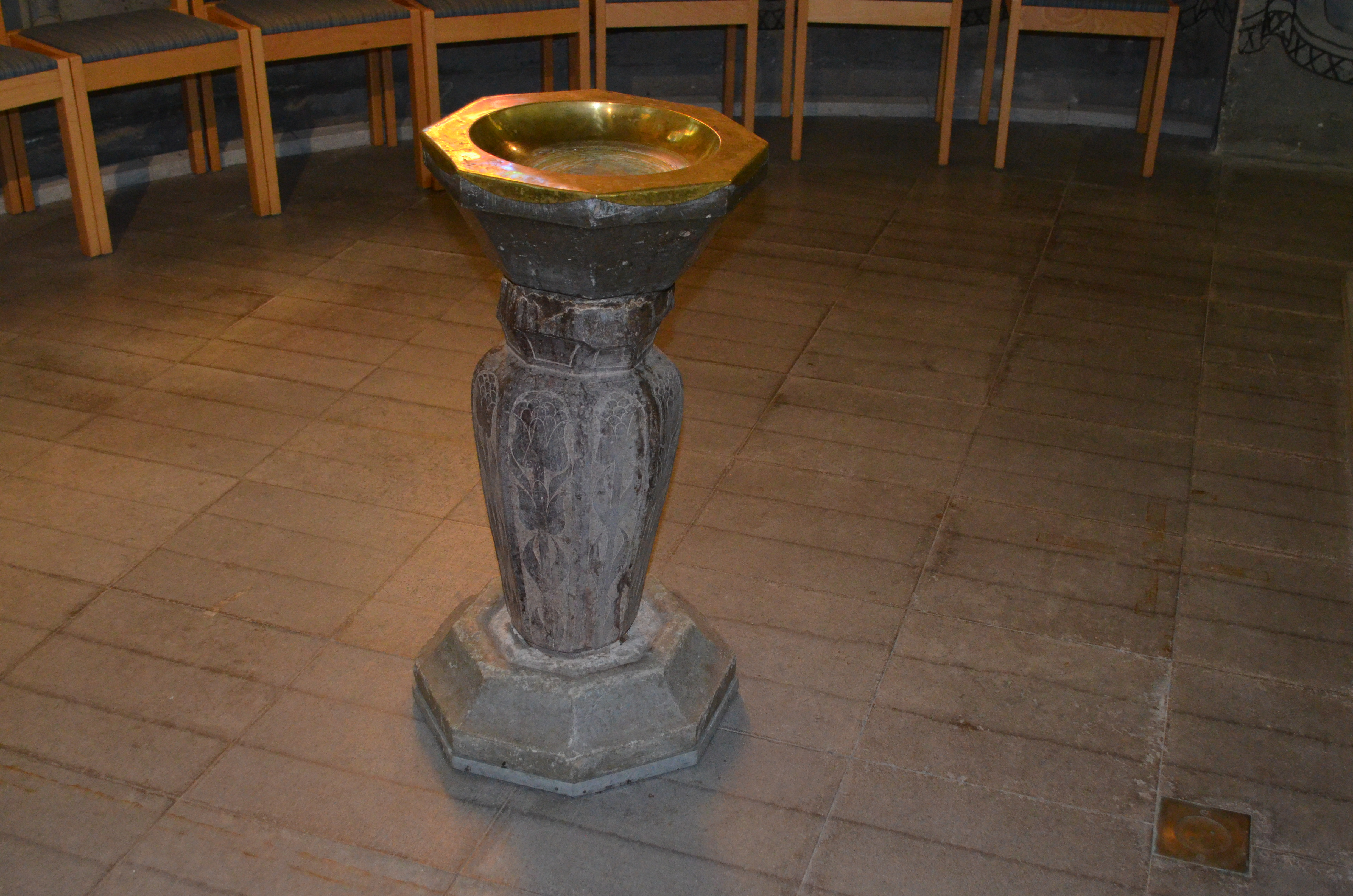
Näsby kyrkas dopfunt
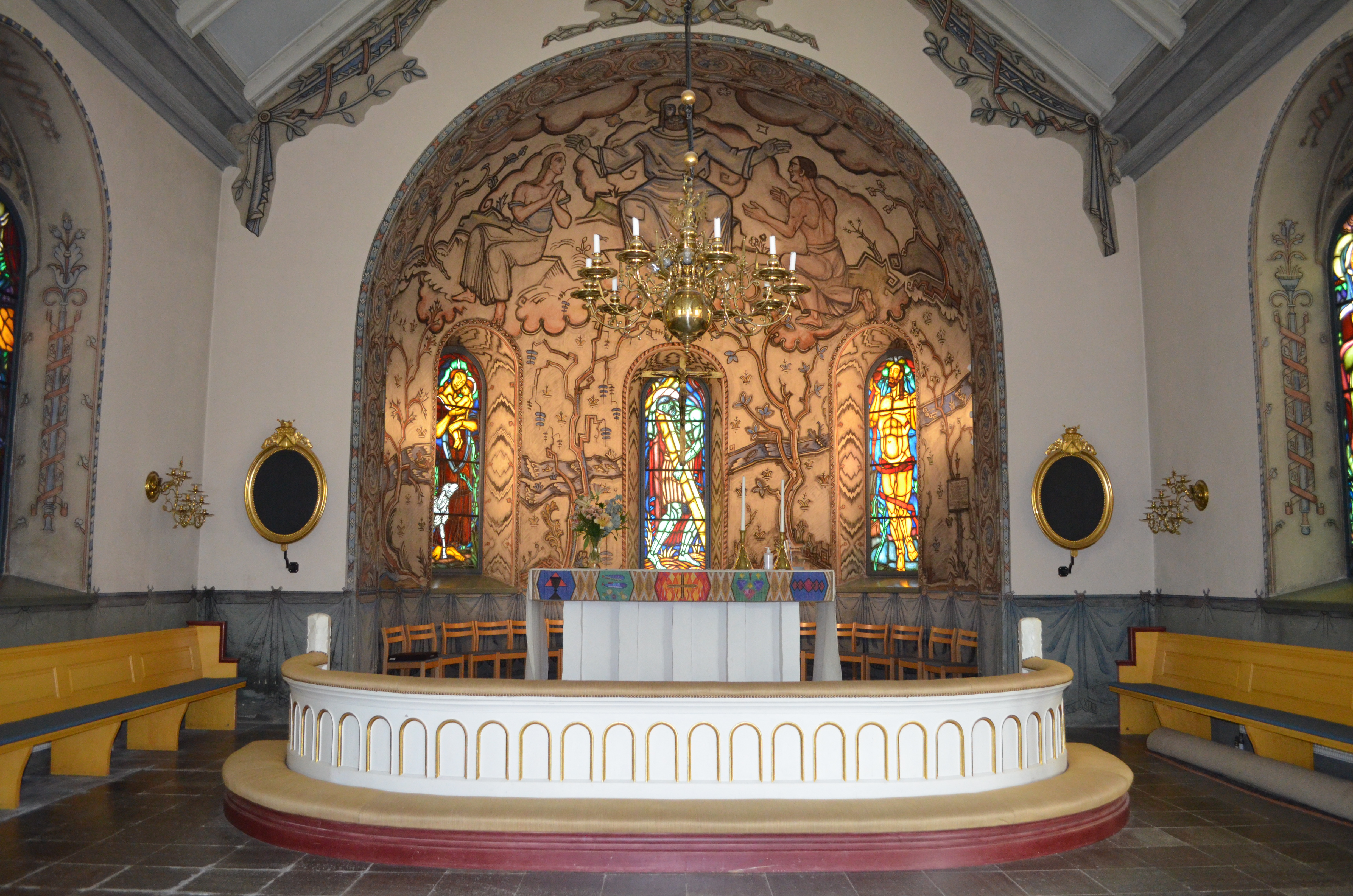
Näsby kyrkas altare
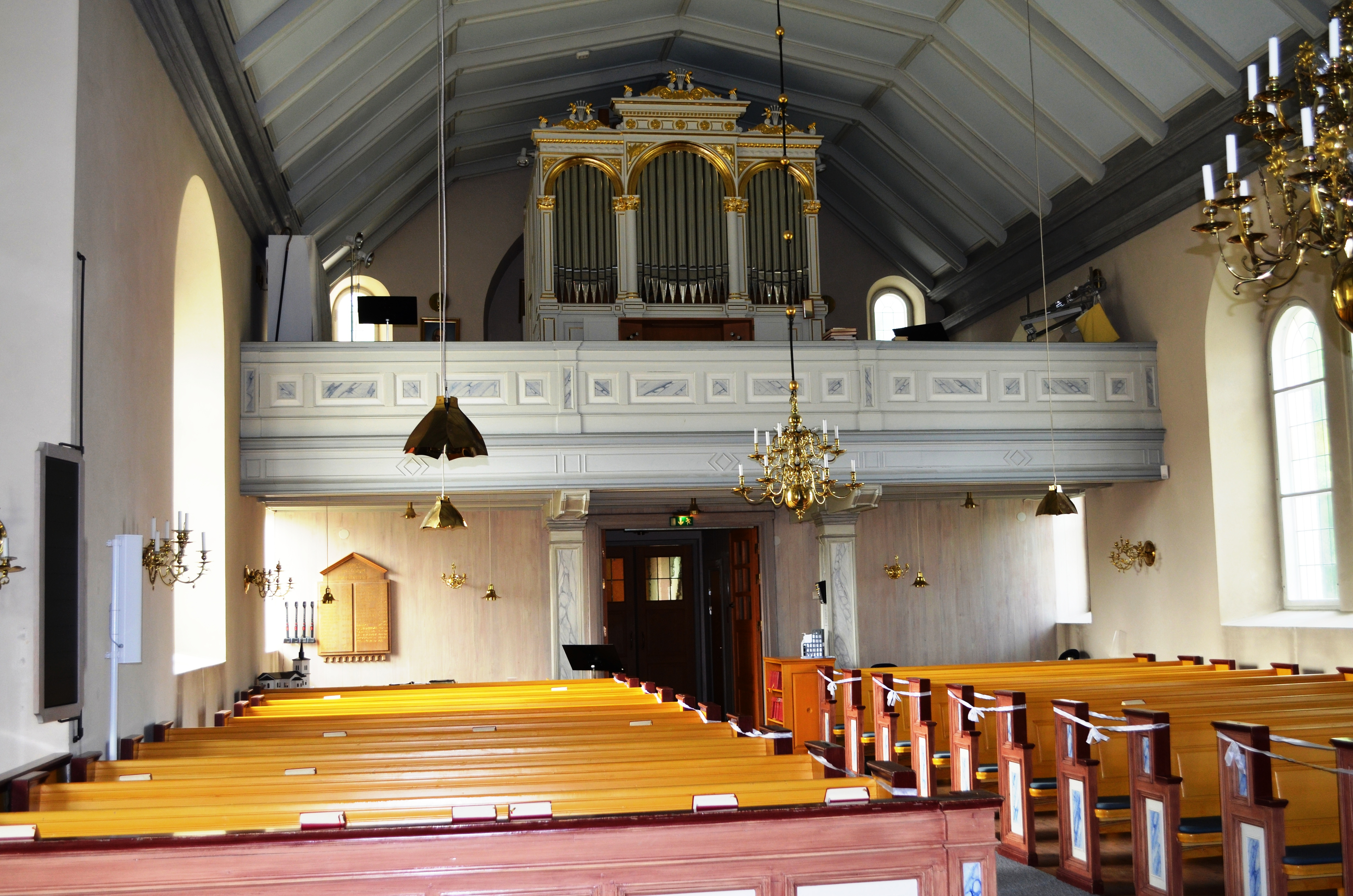
Näsby kyrkas orgelläktare
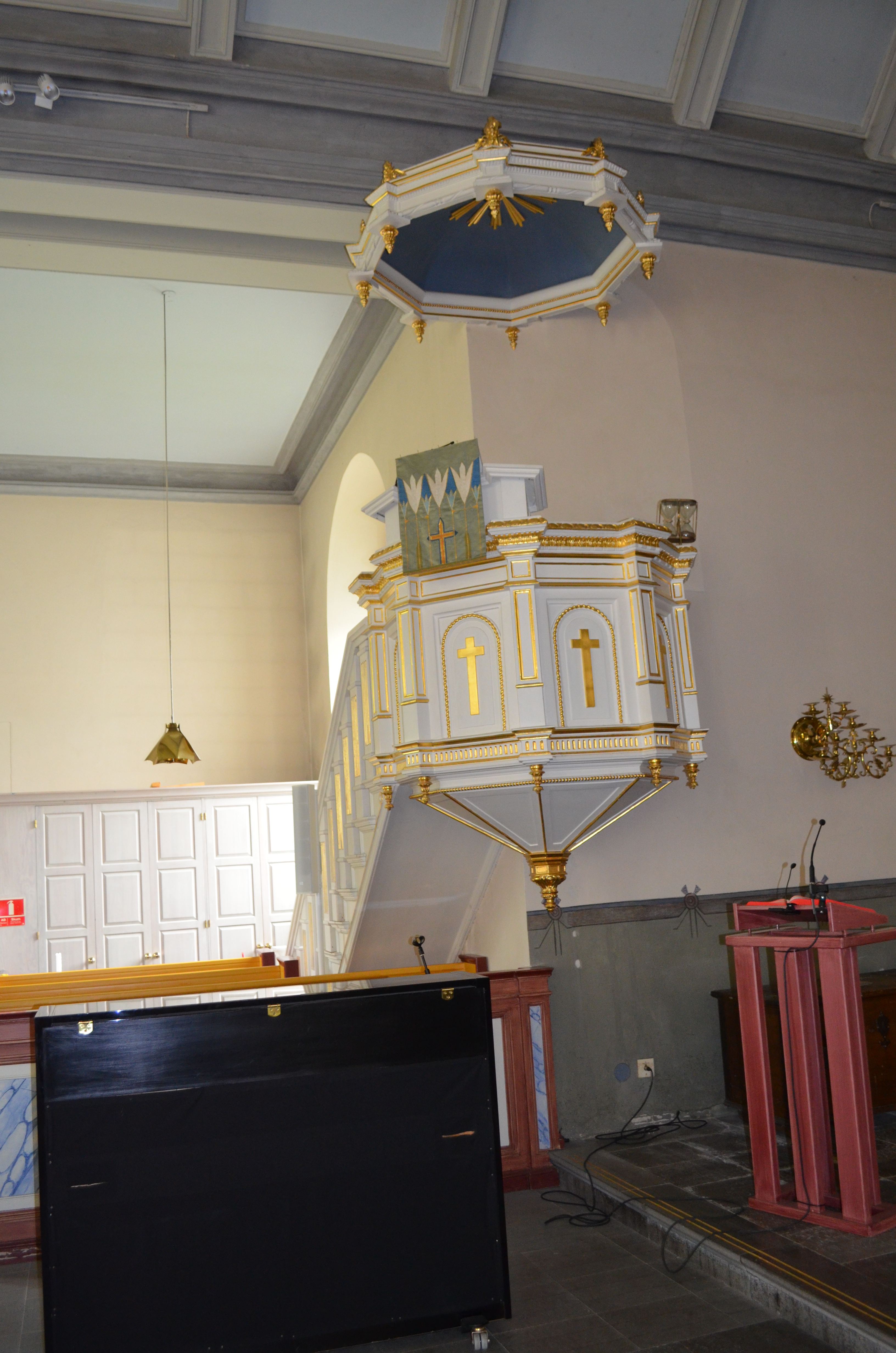
Näsby kyrkas predikstol
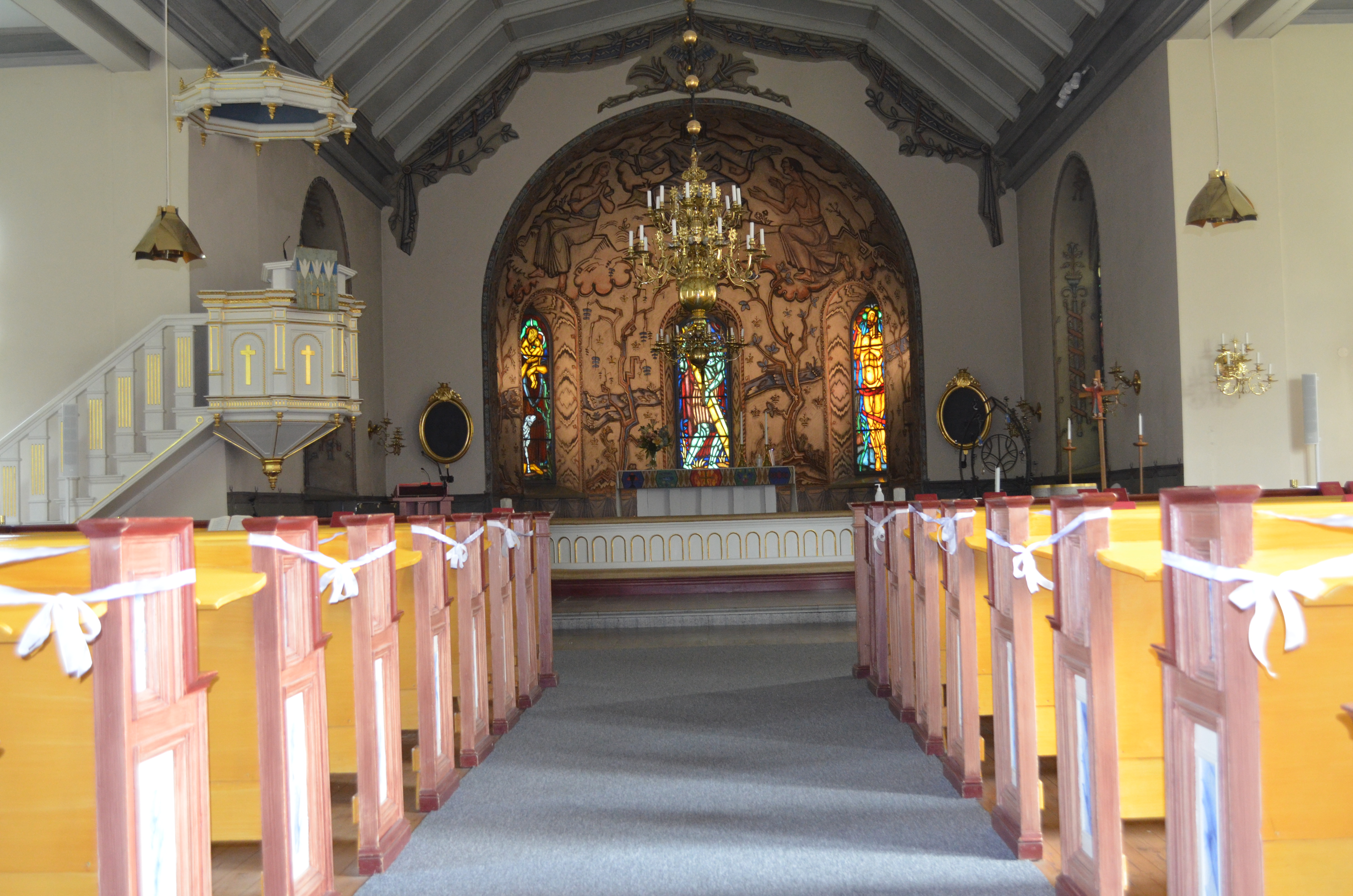
Näsby kyrkas kyrksal

### Fotnoter
1. ↑  Abrahamsson Hülpers, Abraham (1773) (på Svenska). Historisk Afhandling om Musik och Instrumenter särdeles om Orgwerks Inrättningen i Allmänhet jemte Kort Beskrifning öfwer Orgwerken i Swerige. Västerås: Johan Laurentius Horrn. sid. 282. Libris 2413220
2. ↑  Dag Edholm (1985). Orgelbyggare i Sverige 1600–1900 och deras verk. Stockholm: Proprius förlag. ISBN 91-7118-499-6
3. ↑  ”En ny niostämmig orgel”. Arboga Tidning, notis 3:e kolumn längst ner. 8 juli 1887. https://tidningar.kb.se/2698422/1887-07-08/edition/169316/part/1/page/2/?newspaper=ARBOGA%20TIDNING&from=1887-07-08&to=1887-07-08. Läst 5 december 2022.
4. ↑  ”Högtidlig orgelinvigning.”. Nerikesposten, notis 4:e kolumn. 26 juli 1887. https://tidningar.kb.se/2790025/1887-07-26/edition/161034/part/1/page/2/?newspaper=NERIKESPOSTEN&from=1887-07-26&to=1887-07-26. Läst 6 december 2022.